# Skyscanner
Skyscanner est un site web et une application mobile proposant un métamoteur comparatif de vols aériens, hôtels et locations de véhicules à l'échelle mondiale.

## Historique
La société est fondée en 2003 par trois professionnels du monde informatique : Gareth Williams, Barry Smith et Bonamy Grimes. L'idée de ce moteur est issue des difficultés rencontrées par Gareth Williams, passionné de ski, pour trouver des billets d'avion bon marché vers les stations de sport d'hiver.
La première version de Skyscanner a été développée et mise en ligne en 2002. En 2004, le bureau d’Édimbourg voit le jour.
À ses débuts, le site ne listait que les compagnies aériennes à bas prix, mais il a depuis[Quand ?] étendu son index de recherche à la plupart des transporteurs européens, incluant BA, KLM et Virgin. Il a également étendu sa recherche géographique incluant des vols au départ, à destination et à l'intérieur des États-Unis, du Canada et d'autres parties du monde. L'objectif de la société est d'indexer tous les vols commerciaux dans le monde.
Basée à Édimbourg (Écosse), la société avait établi en 2016 dix bureaux dans le monde, et ses équipes comprenaient 770 collaborateurs pour plus de 35 nationalités différentes[réf. nécessaire]
Skyscanner est racheté par le groupe Ctrip en 2016 pour 1,74 milliard de dollars.

## Fonctionnalités
(septembre 2023).
Des graphiques de prix permettent aux utilisateurs de comparer les prix des vols pour une destination donnée sur un mois entier ou encore toutes les offres disponibles depuis une ville donnée. Il est également possible de rechercher des vols sans indiquer de date ou de destination. Skyscanner n'effectue aucune manipulation commerciale, et redirige l'utilisateur vers la compagnie aérienne, l’hôtel, la société de location de voiture ou l’agence de voyage pour finaliser la réservation.
Skyscanner met également à disposition des actualités concernant les voyages et des carnets de route. Le site est accessible notamment en français, anglais, allemand, chinois, russe, portugais, polonais, espagnol et japonais.

### Widgets
Skyscanner offre une série de widgets gratuits, ou "skytools", permettant aux utilisateurs et webmestres d'intégrer les fonctions de recherche de Skyscanner sur leur propre site Web ou leur bureau.
Ces widgets permettent d'une part de visualiser les vols bon marché grâce à une carte flash interactive indiquant les aéroports sur une mappemonde ; et d’autre part de lister toutes les compagnies aériennes desservant une destination donnée.

## Popularité et part de marché
D'après Hitwise, Skyscanner possède 11,34 % de part de marché sur l'industrie de recherche de voyage britannique[réf. nécessaire].
Le site est salué par les médias britanniques lors d'une expérience en ligne pour « trouver le billet d'avion le moins cher » organisé par le journal The Guardian, Skyscanner est félicité d'avoir trouvé les prix les moins chers et pour avoir « battu des opérateurs bien plus gros tels que Expedia et Travelocity »”.
Le site est cité par The Independent - Les dix meilleurs sites de voyage et 101 Sites internet vraiment très utiles et Le Figaro - Les meilleurs sites pour préparer soi-même ses vacances. Skyscanner gagne différentes récompenses dont le site ayant la meilleure technologie en 2005 de TravelMole, la médaille d'argent des meilleurs sites Internet concernant les voyages de Wanderlust en 2005 et le titre de Meilleur site de l'année dans la catégorie "comparaison" en 2014 et 2015.